# I liga polska w futsalu (nowa)
I liga polska w futsalu (do sezonu 2007/08 oficjalnie II liga w futsalu) – druga w hierarchii klasa rozgrywek futsalowych w Polsce, stanowiąca pośredni szczebel pomiędzy Ekstraklasą a II ligą. Zmagania w jej ramach toczą się cyklicznie (co sezon) w dwóch grupach: północnej i południowej.

## Dotychczasowi zwycięzcy
| E       | Sezon      | Grupa I / północna                     | Grupa II / południowa                |
| ------- | ---------- | -------------------------------------- | ------------------------------------ |
| II liga |            |                                        |                                      |
| I       | 2001/2002  | ITR Iława                              | Timemaster Siemianowice Śląskie      |
| II      | 2002/2003  | Akademia Słowa Poznań                  | Agra-Marioss Opole                   |
| III     | 2003/2004  | Owlex Łódź                             | Radan Gliwice                        |
| IV      | 2004/2005  | Owlex Łódź                             | Arpol Toruń                          |
| V       | 2005/2006  | Hurtap Łęczyca                         | FKR Tychy                            |
| VI      | 2006/2007  | ZIS Gaszyńscy Kraków                   | AZS UW Warszawa                      |
| VII     | 2007/2008  | Gwiazda Ruda Śląska                    | Red Devils Chojnice                  |
| I liga  |            |                                        |                                      |
| VIII    | 2008/2009  | Rekord Bielsko-Biała                   | Marwit Zławieś Wielka                |
| IX      | 2009/2010  | Wisła Krakbet Kraków                   | Red Devils Chojnice                  |
| X       | 2010/2011* | Marwit Toruń                           | Marwit Toruń                         |
| XI      | 2011/2012* | AZS UG Gdańsk                          | AZS UG Gdańsk                        |
| XII     | 2012/2013* | Euromaster Głogów, GAF Jasna Gliwice   | Euromaster Głogów, GAF Jasna Gliwice |
| XIII    | 2013/2014  | Red Dragons Pniewy                     | Gwiazda Ruda Śląska                  |
| XIV     | 2014/2015  | FC Toruń                               | Nbit Gliwice                         |
| XV      | 2015/2016  | AZS UG Gdańsk                          | MKF Solne Miasto Wieliczka           |
| XVI     | 2016/2017  | MOKS Słoneczny Stok Białystok          | Słomniczanka Słomniki                |
| XVII    | 2017/2018  | Red Devils Chojnice                    | Orzeł Futsal Jelcz-Laskowice         |
| XVIII   | 2018/2019  | KS Futsal Leszno                       | GSF Gliwice                          |
| XVIII   | 2018/2019  | Constract Lubawa Baraże                |                                      |
| XIX     | 2019/2020  | LSSS Lębork                            | KS Futsal Team Brzeg                 |
| XIX     | 2019/2020  | AZS UW Wilanów 2m                      | Berland Komprachcice 2m              |
| XX      | 2020/2021  | Legia Warszawa                         | Górnik Polkowice                     |
| XX      | 2020/2021  | AZS UG Gdańsk Baraże                   |                                      |
| XXI     | 2021/2022  | Widzew Łódź                            | BSF Bochnia                          |
| XXI     | 2021/2022  | AZS UŚ Katowice Baraże                 |                                      |
| XXII    | 2022/2023  | We-Met Futsal Club Kamienica Królewska | Eurobus Przemyśl                     |
| XXII    | 2022/2023  | Sośnica Gliwice Baraże                 |                                      |
| XXIII   | 2023/2024  | Red Devils Chojnice                    | AZS UŚ Katowice                      |
| XXIII   | 2023/2024  | Gwiazda Ruda Śląska Baraże             |                                      |
| XXIV    | 2024/2025  | Futsal Świecie                         | Ruch Chorzów Futsal                  |
| XXIV    | 2024/2025  |                                        |                                      |

- W sezonach od 2010/11 do 2012/13 rozgrywki I ligi odbyły się w jednej grupie.